# سياليا (مقاطعة دلفان)
سياليا (بالفارسية: سیالیا) هي قرية تقع في قسم كاكاوند الغربي الريفي (مقاطعة دلفان) في إيران. يقدر عدد سكانها بـ 291 نسمة بحسب إحصاء 2016.